# Conclaaf van 1464
Het conclaaf van 1464 vond plaats na het overlijden van paus Pius II en resulteerde in de verkiezing van de Venetiaan Pietro Barbo, die bij zijn aanvaarding uiteindelijk de naam Paulus II aannam.

## Voorgeschiedenis
Paus Pius II overleed op 14 augustus 1464 te Ancona. Zijn hoop dat de verschillende wereldlijke vorsten in die stad zouden samenkomen voor de samenstelling van een legermacht voor een kruistocht bleek tevergeefs.
De rond het sterfbed verzamelde kardinalen besloten direct af te reizen naar Rome, waar het conclaaf zou plaatsvinden. De sfeer in Rome was zeer onrustig doordat inwoners van de stad zich keerden tegen de aanhangers en verwanten van de overleden kerkvorst. Vooral de rol die de hertog van Amalfi, Antonio Todeschini Piccolomini, vervulde, speelde een cruciale rol. Daar hij onder bescherming stond van de koning van Napels vreesden de kardinalen dat een in de ogen van de Napolitaanse koning ongunstige pauskeuze zou kunnen leiden tot interventie. Diverse kardinalen opperden daarom de idee om de pausverkiezing niet te laten plaatsvinden in het Vaticaan, maar een alternatieve locatie te nemen waarbij o.a. de Basiliek Santa Maria sopra Minerva werd genoemd. De toezegging van de hertog van Amalfi dat niets in de weg stond om een conclaaf te houden in het Vaticaan overtuigde het college uiteindelijk.
Van de uiteindelijk 19 aanwezige prelaten golden er tien als papabile, waaronder ook Pietro Barbo. De naderende dood van Pius II had de Milanese ambassadeur te Rome er zelfs toe gebracht de hertog van Milaan Francesco Sforza aan te sporen goede betrekkingen aan te gaan met Barbo, omdat hij gold als een van de favorieten.

## Conclaaf
Tijdens een toespraak gericht aan het kiescollege werden de verzamelde kardinalen opgeroepen een paus te kiezen, die in staat zou zijn weerstand te bieden aan de wereldlijke machten. De positie van de kerk, waarvan haar ambtsdragers nu met hoon werden bejegend, moest weer hersteld worden en de kardinalen werd geadviseerd hun waardigheid weer dusdanig uit te dragen, zodat zij als bestuursapparaat van de kerk, slechts onder voorzitterschap van een paus, de ware uitvoerders waren van de kerkelijke macht.
De laatste oproep vond bij het college gehoor, daar onder Pius II de macht van het college danig aan banden was gelegd. Bij de opstelling van een verkiezingscapitulatie werd de toekomstige paus opgeroepen de invloed van kardinalen te vergroten, het College van Kardinalen niet uit te breiden zolang het bestond uit 24 leden, maar één kardinaal-nepoot gedurende zijn pontificaat te creëren –die minimaal 30 jaar oud moest zijn-, een concilie bijeen te roepen binnen drie jaar na zijn aantreden en het vizier te richten op een Europese strijd tegen het Ottomaanse Rijk. Het naleven van deze richtlijnen zouden tweemaal per jaar worden geëvalueerd en het niet nakomen door de paus zou leiden tot een berisping. Met uitzondering van de Camerlengo Ludovico Trevisano zouden alle andere aanwezige prelaten deze capitulatie ondertekenen.
Bij de eerste stemming op 30 augustus behaalde Barbo 11 van de 19 stemmen, 3 te weinig voor een keuze. Door het recht van ‘accessus’, het recht van een kardinaal om na een stemronde alsnog zijn stem te wijzigen ten voordele van een andere kandidaat, verkreeg Barbo alsnog de 3 extra benodigde stemmen, waardoor zijn electie vaststond. Volgens kardinaal Giacomo Ammanati-Piccolomini zou Barbo aanvankelijk gekozen hebben voor de naam Formosus II, wat echter op weerstand stuitte omdat de naam “Formosus” (=de aantrekkelijke) te suggestief was. Ook de keuze voor “Marcus” zou zijn afgewezen, omdat de Italiaanse variant “Marco” door de Venetianen werd gebruikt als strijdkreet. Uiteindelijk koos Pietro Barbo voor Paulus II.
Barbo’s snelle verkiezing zou het resultaat geweest zijn van drie factoren:
- De aanhoudende onrust binnen Rome en de dreiging van een eventuele interventie van de koning van Napels.
- De ziekte van ten minste vier kardinalen, waardoor gevreesd werd dat door de beperkingen binnen de conclaafruimte hun toestand zou verergeren en tot “openbreken”van het conclaaf zou leiden.
- De voorkeur die de oudere kardinalen gaven aan Barbo, doordat hij al langer zitting had binnen het college en daardoor beter op de hoogte was van hun wensen. Barbo was al 24 jaar kardinaal; Pius II was dat bij zijn verkiezing slechts 2 jaar.[8]

De kroning vond plaats op 16 september 1464 op de trappen van de Sint-Pietersbasiliek en werd uitgevoerd door kardinaal Niccolo Fortiguerra, die de zieke kardinaal-protodiaken Rodrigo Borgia verving.

## Pontificaat
Paulus II wordt beschouwd als een renaissance-prins wiens belangstelling voor wereldlijke macht en uiterlijk vertoon groter was dan elk kerkelijk belang. Zijn optreden werd enerzijds toegejuicht, maar door vele anderen sterk –al dan niet terecht- bekritiseerd. Met name de publicatie Vitae Pontificum (Ned: Het leven van de pausen) van Bartolomeo Platina droeg bij tot de negatieve beeldvorming inzake paus Paulus II, die daarin omschreven werd als “een monster en barbaar”.